# Приморська вулиця (Євпаторія)
Вулиця Приморська — вулиця у місті Євпаторія. Пролягає від вулиці Фестивальної до вулиці Краєвського. Знаходиться у старій частині міста.

## Пам'ятки архітектури та історії
- № 2 — будинок М. Ходжаша 1897 року[1].
- № 7 — житловий будинок початку ХХ століття[1].